# Liberaal Vlaams Verbond
Het Liberaal Vlaams Verbond, kortweg LVV, is een Belgische autonome, liberale, sociaal-progressieve en Vlaamsgezinde vereniging.

## Geschiedenis
In oktober 1913 werd het verbond opgericht door Max Rooses, Julius Hoste sr. en Paul Fredericq, samen met enkele jonge Vlaamse volksvertegenwoordigers. In de beginperiode werd er vooral gestreden voor taalkundige eisen zoals de vernederlandsing van de Gentse universiteit. Na de Eerste Wereldoorlog kwam het LVV in botsing met de (Franstalige) liberale partij en verschenen er aparte LVV-lijsten in Gent en Brussel voor de parlementsverkiezingen. Pas vanaf 1936 kregen LVV'ers zoals Arthur Vanderpoorten (voorzitter van 1923 tot 1926, provinciaal senator en minister) en Julius Hoste jr. (minister) een politieke betekenis van belang. Nadien waren dat onder andere Herman Vanderpoorten, Frans Grootjans, Willy De Clercq en Karel Poma.
Het LVV steunde de omvorming van de liberale partij naar Partij voor Vrijheid en Vooruitgang (PVV/PLP). Maar de communautaire eisen bleven voor het LVV hoog op de agenda. Deze groeiende Vlaamse druk leidde in 1971 tot de splitsing van de unitaire liberale partij en de oprichting van de Vlaamse PVV in 1972. Ook hierna bleef het LVV actief omdat men er overtuigd van was dat een electoraal onafhankelijke drukkingsgroep nodig bleef. Een verhoogde activiteit kwam er tijdens de besprekingen van het Egmontpact waartegen het LVV zich scherp verzette. In 1982 werd Camille Paulus voorzitter. Hij zette de deur open voor verjonging en inhoudelijke verruiming met aandacht voor cultuur, wetenschap en onderwijs. Ook bij de oprichting van de VLD in 1992 was het LVV nauw betrokken.
Het LVV ziet zich als onafhankelijke denktank en ‘vuurtoren’ voor de liberale beweging in Vlaanderen. Voormalig voorzitter Clair Ysebaert benadrukte hierbij vooral de ‘koepelfunctie’ van het LVV voor andere liberale groepen zoals het Liberaal Vlaams Studentenverbond (LVSV) en de liberale denkgroep Liberales, maar ook voor andere verenigingen uit het liberale middenveld.
Sinds 1945 is het opinieblad Het Volksbelang het orgaan van het LVV. Het blad bestaat sinds 1867 en is het oudste liberale tijdschrift van België. Het verschijnt maandelijks onder het hoofdredacteurschap van Bert Cornelis.

## Structuur

### Bestuur
| Tijdspanne | Voorzitter           |
| ---------- | -------------------- |
| 1913       | Emile De Puydt       |
| 1914       | E. Stubbe            |
| 1919-1923  | Jules Somers         |
| 1923-1926  | Arthur Vanderpoorten |
| 1926-1928  | Jean Sach            |
| 1928-1934  | Jules Boedt          |
| 1934-1940  | Jules Somers         |
| 1945-1957  | Victor Sabbe         |
| 1957-1966  | Herman Vanderpoorten |
| 1966-1967  | Louis D'haeseleer    |
| 1968       | Karel Poma           |
| 1969-1972  | Herman Vanderpoorten |
| 1973-1974  | Karel Poma           |
| 1974-1982  | Louis Waltniel       |
| 1982-1993  | Camille Paulus       |
| 1993-2020  | Clair Ysebaert       |
| 2020-2023  | Thibault Viaene      |
| 2023-heden | Maarten De Bousser   |

| Tijdspanne   | Secretaris       |
| ------------ | ---------------- |
| 1913 - 1914  | Leo Van Hoorick  |
| 1919 - 1923  | Victor Heymans   |
| 1924 - 1947  | Marcel Styns     |
| 1948 - 1959  | Piet Lenain      |
| 1960 - 1996  | Piet Van Brabant |
| 1996 - heden | Oscar De Wandel  |